# Wahlkreis Brescia (Camera dei deputati)
Der Wahlkreis Brescia ist seit 2017 ein Wahlkreis (italienisch collegio elettorale) für die Wahl der Abgeordnetenkammer.

## Von 2017 bis 2020

### Wahlkreisgebiet
Der Wahlkreis umfasste 11 Gemeinden der Provinz Brescia (Borgosatollo, Bovezzo, Brescia, Castel Mella, Castenedolo, Cellatica, Collebeato, Flero, Nave, Roncadelle und San Zeno Naviglio).

### Wahlergebnisse

#### Parlamentswahl 2018
| Kandidaten               | Kandidaten              | Stimmen | %    | Listen                              | Stimmen | %    |
| ------------------------ | ----------------------- | ------- | ---- | ----------------------------------- | ------- | ---- |
|                          | Simona Bordonaligewählt | 66.216  | 42,7 | Lega per Salvini Premier            | 39.765  | 25,7 |
| Forza Italia             | Simona Bordonaligewählt | 66.216  | 42,7 | 18.210                              | 11,8    |      |
| Fratelli d’Italia        | Simona Bordonaligewählt | 66.216  | 42,7 | 6.939                               | 4,5     |      |
| Noi con l’Italia – UDC   | Simona Bordonaligewählt | 66.216  | 42,7 | 1.302                               | 0,8     |      |
|                          | Antonio Vivenzi         | 46.344  | 29,9 | Partito Democratico                 | 38.814  | 25,1 |
| +Europa                  | Antonio Vivenzi         | 46.344  | 29,9 | 6.078                               | 3,9     |      |
| Italia Europa Insieme    | Antonio Vivenzi         | 46.344  | 29,9 | 756                                 | 0,5     |      |
| Civica Popolare          | Antonio Vivenzi         | 46.344  | 29,9 | 696                                 | 0,4     |      |
|                          | Giorgio Sorial          | 29.582  | 19,1 | Movimento 5 Stelle                  | 29.582  | 19,1 |
|                          | Donatella Cagno         | 6.327   | 4,1  | Liberi e Uguali                     | 6.327   | 4,1  |
|                          | Claudio Taccioli        | 1.883   | 1,2  | Potere al Popolo!                   | 1.883   | 1,2  |
|                          | Davide De Cesare        | 1.375   | 0,9  | CasaPound Italia                    | 1.375   | 0,9  |
|                          | Fiorenza Anselmi        | 1.285   | 0,8  | Il Popolo della Famiglia            | 1.285   | 0,8  |
|                          | Silvia Masserdotti      | 914     | 0,6  | Italia agli Italiani (FN – FT)      | 914     | 0,6  |
|                          | Paola Dall’Asta         | 397     | 0,3  | Grande Nord                         | 397     | 0,3  |
|                          | Loris Garau             | 277     | 0,2  | 10 Volte Meglio                     | 277     | 0,2  |
|                          | Milena Scalvini         | 171     | 0,1  | Italia nel Cuore                    | 171     | 0,1  |
|                          | Lucia D’Errico          | 141     | 0,1  | Partito Repubblicano Italiano – ALA | 141     | 0,1  |
| Gesamt                   | Gesamt                  | 154.912 | 100  |                                     | 154.912 | 100  |
|                          |                         |         |      |                                     |         |      |
| Ungültige Stimmen        | Ungültige Stimmen       | 4.190   | 2,6  |                                     |         |      |
| Wähler                   | Wähler                  | 159.102 | 79,0 |                                     |         |      |
| Wahlberechtigte          | Wahlberechtigte         | 201.500 |      |                                     |         |      |
|                          |                         |         |      |                                     |         |      |
| Quelle: Innenministerium |                         |         |      |                                     |         |      |

## Seit 2020

### Wahlkreisgebiet
| Wahlkreise – Camera dei deputati – Lombardei | Wahlkreise – Camera dei deputati – Lombardei | Wahlkreise – Camera dei deputati – Lombardei |
| Provinz                                      | Provinz                                      | Gemeinden nach Provinzen ⮞ Wahlkreis |
| -------------------------------------------- | -------------------------------------------- | --- |
|                                              | Metropolitanstadt Mailand (133 Gemeinden)    | ↳ Lombardei 1: Teil Mailands ⮞ Wahlkreis Mailand – Bande Nere Teil Mailands ⮞ Wahlkreis Mailand – Buenos Aires – Venezia Teil Mailands ⮞ Wahlkreis Mailand – Loreto 40 ⮞ Wahlkreis Rozzano 31 ⮞ Wahlkreis Legnano 33 ⮞ Wahlkreis Cologno Monzese 17 ⮞ Wahlkreis Sesto San Giovanni ↳ Lombardei 4: 11 ⮞ Wahlkreis Lodi |
|                                              | Provinz Bergamo (243 Gemeinden)              | ↳ Lombardei 2: 36 ⮞ Wahlkreis Lecco ↳ Lombardei 3: 117 ⮞ Wahlkreis Bergamo 90 ⮞ Wahlkreis Treviglio |
|                                              | Provinz Brescia (205 Gemeinden)              | ↳ Lombardei 3: 37 ⮞ Wahlkreis Brescia 46 ⮞ Wahlkreis Desenzano del Garda 112 ⮞ Wahlkreis Lumezzane ↳ Lombardei 4: 10 ⮞ Wahlkreis Cremona |
|                                              | Provinz Como (148 Gemeinden)                 | 66 ⮞ Wahlkreis Como 82 ⮞ Wahlkreis Sondrio |
|                                              | Provinz Cremona (113 Gemeinden)              | alle ⮞ Wahlkreis Cremona |
|                                              | Provinz Lecco (84 Gemeinden)                 | alle ⮞ Wahlkreis Lecco |
|                                              | Provinz Lodi (60 Gemeinden)                  | alle ⮞ Wahlkreis Lodi |
|                                              | Provinz Mantua (64 Gemeinden)                | alle ⮞ Wahlkreis Mantua |
|                                              | Provinz Monza und Brianza (55 Gemeinden)     | 30 ⮞ Wahlkreis Monza 25 ⮞ Wahlkreis Seregno |
|                                              | Provinz Pavia (186 Gemeinden)                | 157 ⮞ Wahlkreis Pavia 29 ⮞ Wahlkreis Lodi |
|                                              | Provinz Sondrio (77 Gemeinden)               | alle ⮞ Wahlkreis Sondrio |
|                                              | Provinz Varese (138 Gemeinden)               | 101 ⮞ Wahlkreis Varese 37 ⮞ Wahlkreis Busto Arsizio |

Der Wahlkreis umfasst 37 Gemeinden del Provinz Brescia (Azzano Mella, Berlingo, Borgosatollo, Botticino, Bovezzo, Brandico, Brescia, Caino, Capriano del Colle, Castegnato, Castel Mella, Castenedolo, Cellatica, Collebeato, Concesio, Dello, Flero, Gussago, Lograto, Longhena, Maclodio, Mairano, Mazzano, Monticelli Brusati, Montirone, Nave, Ome, Ospitaletto, Paderno Franciacorta, Passirano, Poncarale, Rezzato, Rodengo-Saiano, Roncadelle, San Zeno Naviglio, Torbole Casaglia und Travagliato).

### Wahlergebnisse

#### Parlamentswahl 2022
| Kandidaten                          | Kandidaten              | Stimmen | %    | Listen                                                  | Stimmen | %    |
| ----------------------------------- | ----------------------- | ------- | ---- | ------------------------------------------------------- | ------- | ---- |
|                                     | Maurizio Casascogewählt | 118.994 | 48,8 | Fratelli d’Italia                                       | 67.712  | 27,8 |
| Lega per Salvini Premier            | Maurizio Casascogewählt | 118.994 | 48,8 | 32.753                                                  | 13,4    |      |
| Forza Italia                        | Maurizio Casascogewählt | 118.994 | 48,8 | 16.839                                                  | 6,9     |      |
| Noi Moderati                        | Maurizio Casascogewählt | 118.994 | 48,8 | 1.690                                                   | 0,7     |      |
|                                     | Roberto Rossini         | 69.253  | 28,4 | Partito Democratico – Italia Democratica e Progressista | 49.086  | 20,1 |
| Alleanza Verdi e Sinistra           | Roberto Rossini         | 69.253  | 28,4 | 10.606                                                  | 4,4     |      |
| +Europa                             | Roberto Rossini         | 69.253  | 28,4 | 8.671                                                   | 3,6     |      |
| Impegno Civico – Centro Democratico | Roberto Rossini         | 69.253  | 28,4 | 890                                                     | 0,4     |      |
|                                     | Guido Galperti          | 27.194  | 11,2 | Azione – Italia Viva                                    | 27.194  | 11,2 |
|                                     | Samuel Sorial           | 16.461  | 6,8  | Movimento 5 Stelle                                      | 16.461  | 6,8  |
|                                     | Marcello Orizio         | 3.925   | 1,6  | Italexit per l’Italia                                   | 3.925   | 1,6  |
|                                     | Aristide Greco Casotti  | 3.155   | 1,3  | Unione Popolare                                         | 3.155   | 1,3  |
|                                     | Andrea Piantoni         | 2.343   | 1,0  | Italia Sovrana e Popolare                               | 2.343   | 1,0  |
|                                     | Mariano De Mattia       | 1.960   | 0,8  | Vita                                                    | 1.960   | 0,8  |
|                                     | Vito Roberto Robles     | 358     | 0,1  | Noi di Centro – Europeisti                              | 358     | 0,1  |
| Gesamt                              | Gesamt                  | 243.643 | 100  |                                                         | 243.643 | 100  |
|                                     |                         |         |      |                                                         |         |      |
| Ungültige Stimmen                   | Ungültige Stimmen       | 8.850   | 3,5  |                                                         |         |      |
| Wähler                              | Wähler                  | 252.493 | 74,6 |                                                         |         |      |
| Wahlberechtigte                     | Wahlberechtigte         | 338.400 |      |                                                         |         |      |
|                                     |                         |         |      |                                                         |         |      |
| Quelle: Innenministerium            |                         |         |      |                                                         |         |      |